# بنكآباد (مقاطعة دورود)
بنكآباد (بالفارسية: بنک‌آباد) هي قرية تقع في قسم حشمت‌آباد الريفي (مقاطعة دورود) في إيران. يقدر عدد سكانها بـ 1103 نسمة بحسب إحصاء 2016.